# Bonzée
Bonzée ist eine französische Gemeinde mit 367 Einwohnern (Stand: 1. Januar 2022) im Département Meuse in der Region Grand Est (bis 2015: Champagne-Ardenne). Die Gemeinde gehört zum Arrondissement Verdun und zum Kanton Étain.

## Geografie
Bonzée liegt etwa 17 Kilometer ostsüdöstlich von Verdun und etwa 42 Kilometer westlich von Metz in der Landschaft Woëvre. Umgeben wird Bonzée von den Nachbargemeinden Haudiomont im Nordwesten und Norden, Manheulles im Norden, Fresnes-en-Woëvre im Osten, Trésauvaux im Südosten, Les Éparges im Süden, Mouilly im Süden und Südwesten sowie Rupt-en-Woëvre im Südwesten und Westen.

## Geschichte
Bonzée entstand 1977 aus den bis dahin eigenständigen Gemeinden Bonzée-en-Woëvre, Mesnil-sous-les-Côtes und Mont-Villers.

## Bevölkerungsentwicklung
Die Bevölkerung wuchs zwischen 1793 und 1851 stark an (+54,6 %). Danach setzte die Landflucht ein. Zwischen 1911 und 1921 sank die Bevölkerung stark als Folge des Ersten Weltkriegs. Im 21. Jahrhundert stabilisierte sie sich bei einer Einwohnerzahl zwischen 350 und 360 Personen.
| Jahr                       | 1962 | 1968 | 1975 | 1982 | 1990 | 1999 | 2006 | 2019 |
| Einwohner                  | 426  | 338  | 357  | 306  | 328  | 350  | 362  | 346  |
| Quellen: Cassini und INSEE |      |      |      |      |      |      |      |      |

## Sehenswürdigkeiten
- Kirche Saint-Laurent in Bonzée, 1927 wieder errichtet
- Kirche Saint-Brice in Mesnil-sous-les-Côtes, 1924 wieder errichtet
- Kirche Saint-Martin in Mont-Villers, 1769 erbaut
- Französischer Nationalfriedhof in Mont-Villers

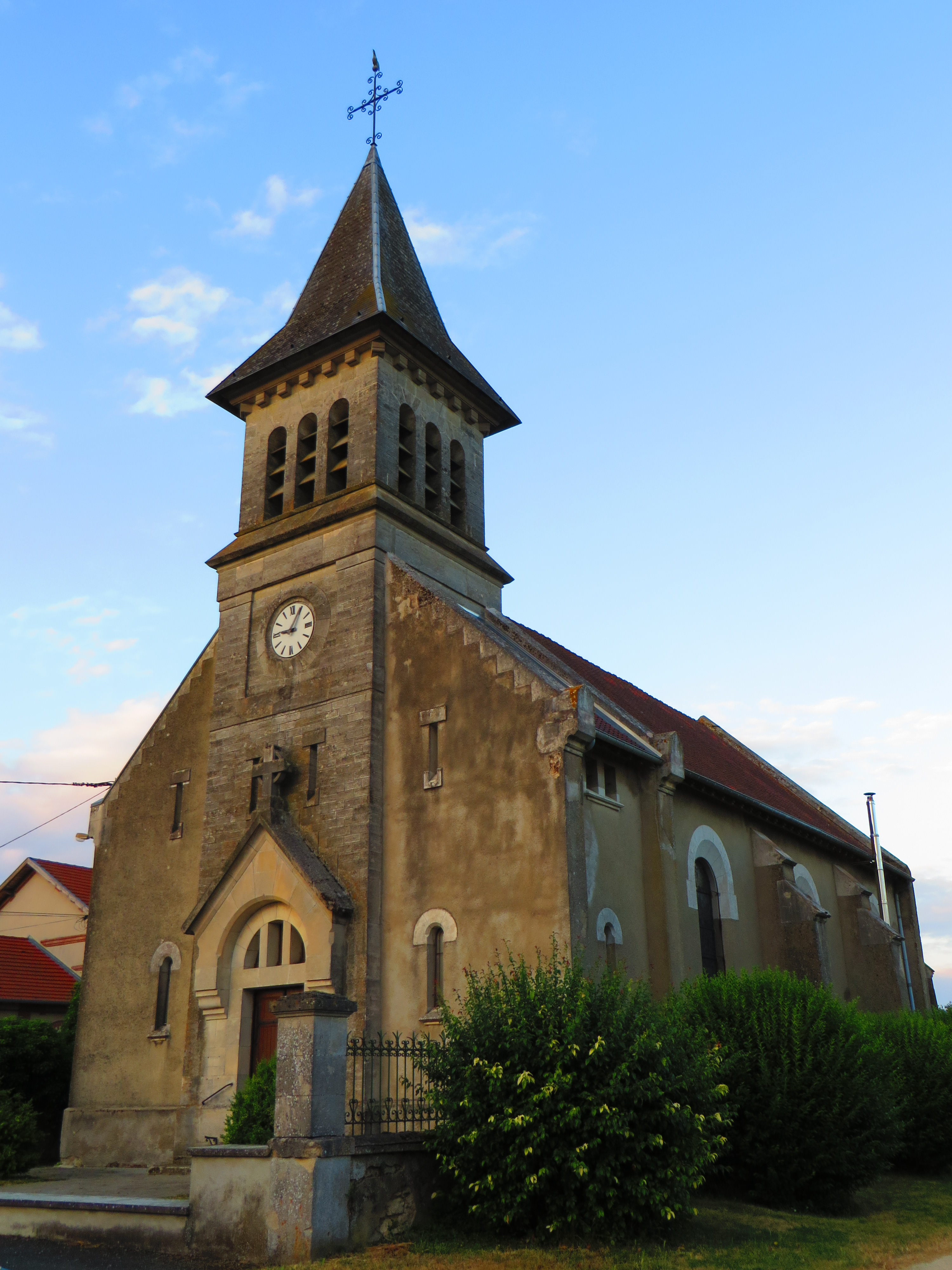
Kirche Saint-Laurent
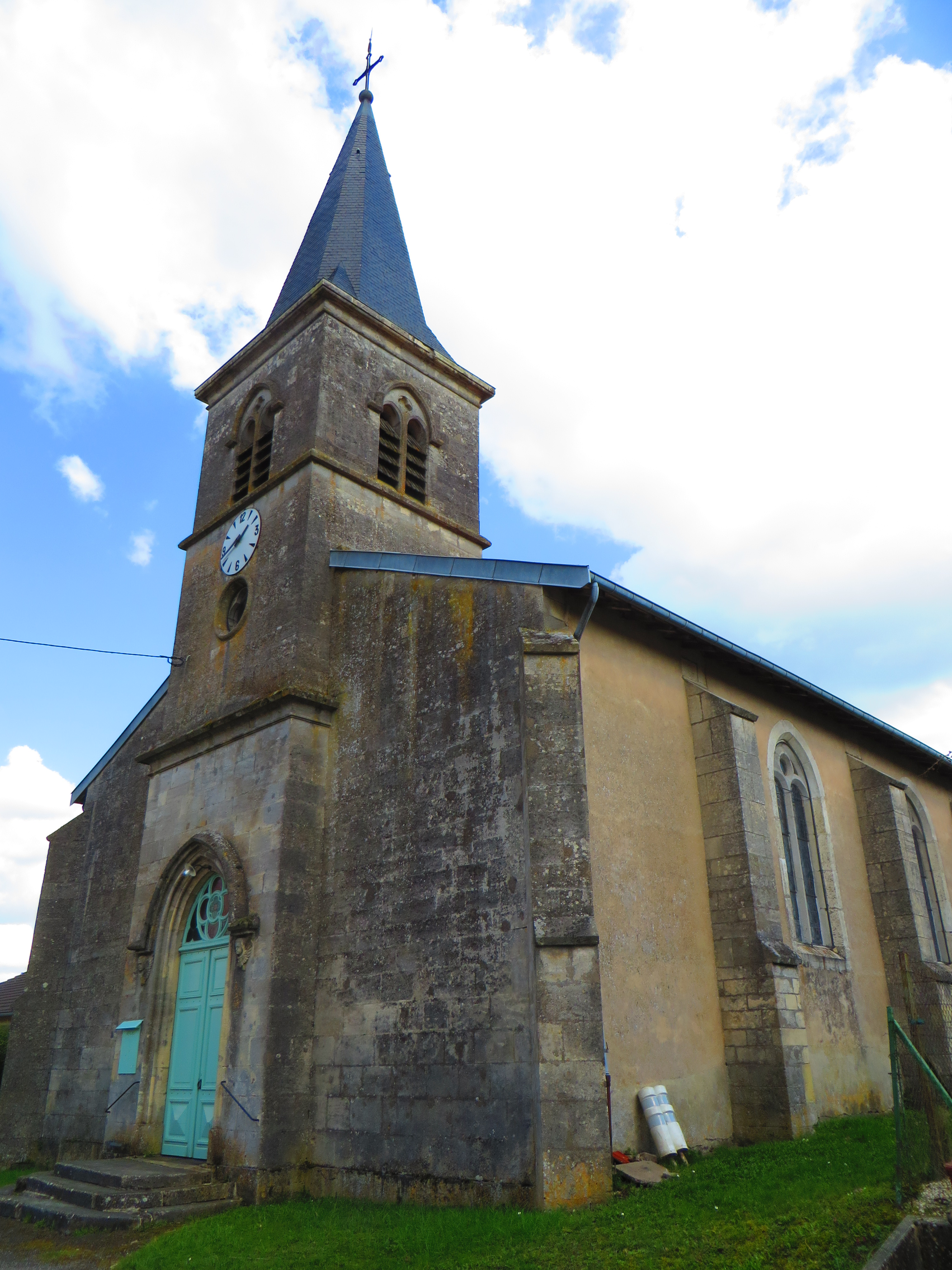
Kirche Saint-Brice
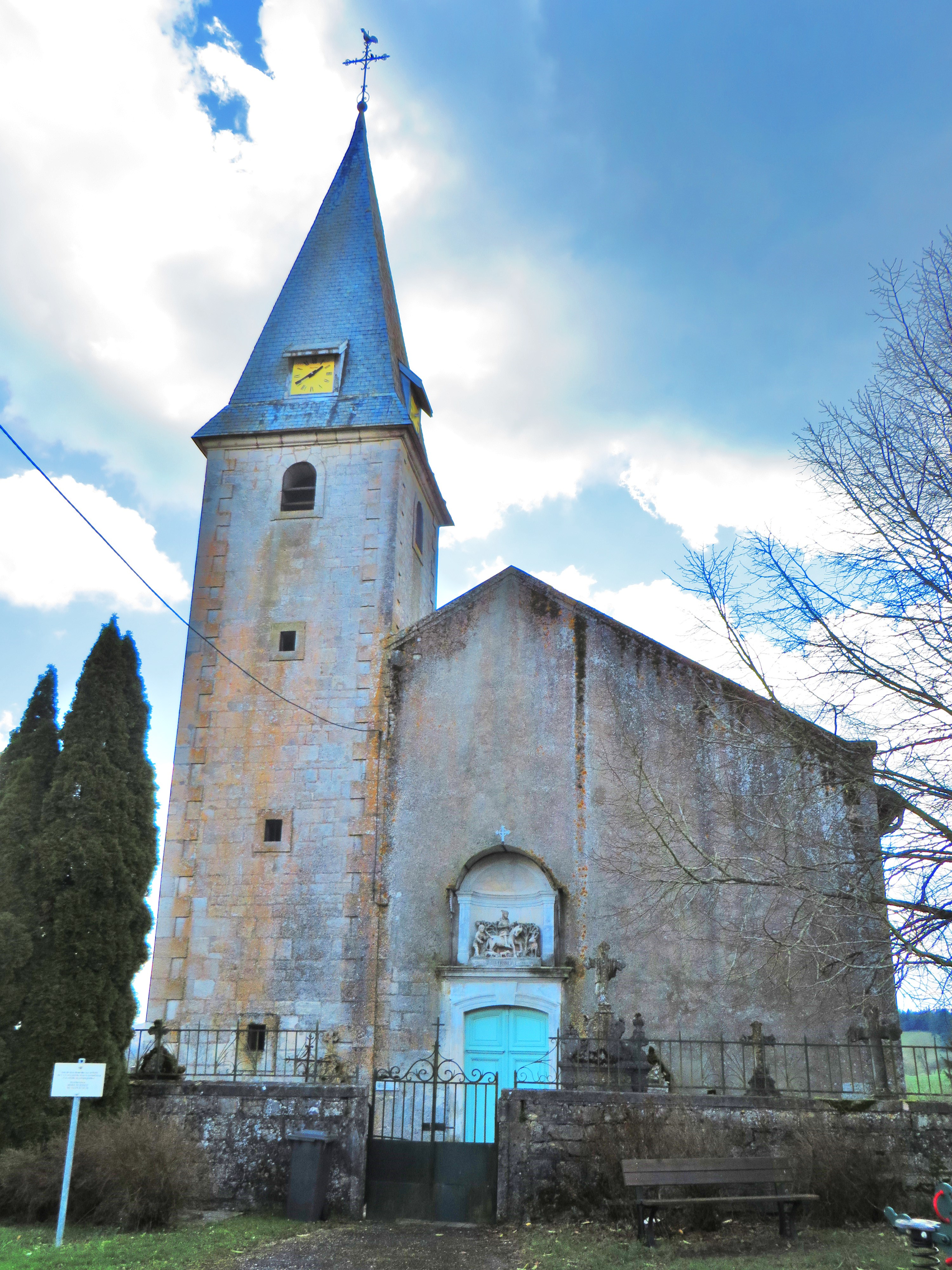
Kirche Saint-Martin
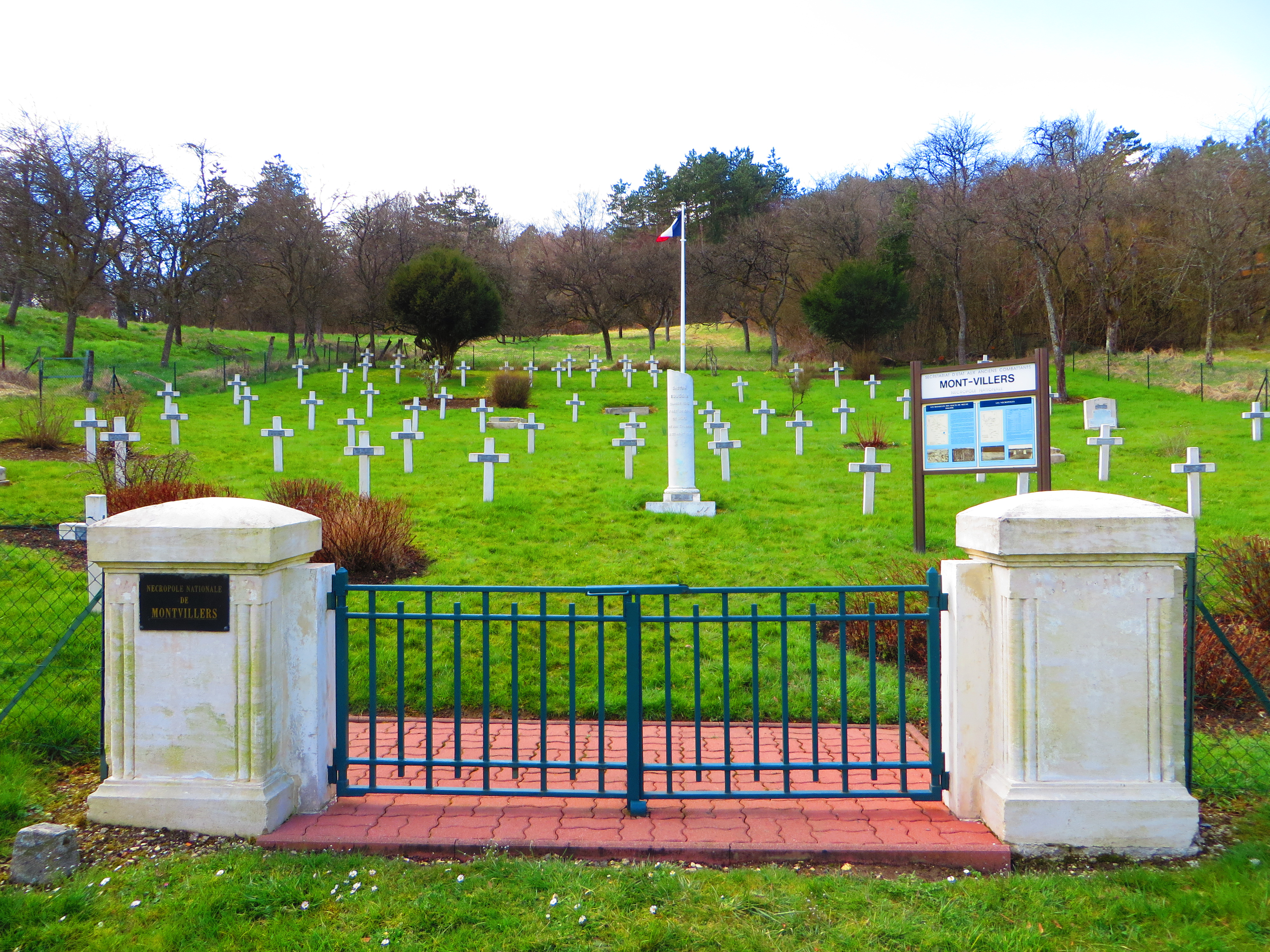
Nationalfriedhof Mont-Villers